# Mennonieten in Mexico

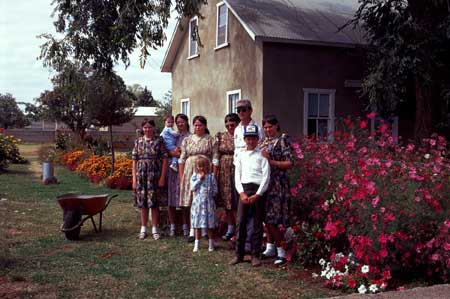
Mennonitische familie in Chihuahua

In Mexico leven mennonieten in de staten Campeche, Sonora, Chihuahua, Zacatecas, Durango en Yucatán. De minderheid bestaat uit 25.958 volwassen personen, waarvan een groot deel behoort tot de traditionele mennonieten, aanhangers van het mennonisme. De eerste mennonitische kolonie in Mexico werd gesticht in 1922 door emigranten uit Canada die via Rusland vanuit Duitse en de Nederlandse gebieden daar naartoe waren getrokken. De taal van de mennonieten is het Plautdietsch. Hun kolonies dragen Duitse namen als Rosenort, Steinbach en Schönwiese.
De mennonitische gemeenschap staat bekend om haar strenge geloofsregels hoewel ze in de eenentwintigste eeuw minder streng worden toegepast dan daarvoor. De gezinnen zijn groot, trouwen buiten de eigen gemeenschap wordt niet geaccepteerd. Vrouwen dragen geen lange broeken, wijde rokken en witte hoeden. Alle mannen dragen hetzelfde: hoed, tuinbroek en een geruit hemd. Vervoer gaat per paard en wagen. De grootste kerkelijke gemeente is de Altkolonier Mennonitengemeinde met 17.200 leden in 2006. Andere kerkelijke gemeenten zijn de Evangelical Mennonite Mission Conference met 97 leden, de Kleingemeinde in Mexiko met 2.150 leden, de Reinländer-Gemeinde met 1.350 leden en de Sommerfelder Mennonitengemeinde met 2.043 leden.

## Wetenswaardigheden
- In 2007 verwoestte Orkaan Dean de mennonietenkolonie Salamanca, een dorp met circa 800 inwoners.
- De film Stellet licht speelt in een Mexicaanse mennonietengemeente. De film vertelt het verhaal van een getrouwde man die verliefd wordt op een andere vrouw. De dialoog is in het Plautdietsch, de taal van de meeste Mennonieten.

## Vergelijkbare groeperingen
- Mennonieten in Argentinië
- Mennonieten in Belize
- Mennonieten in Bolivia
- Mennonieten in Paraguay
- Mennonieten in Uruguay
- Hutterieten
- Rusland-Duitse Baptisten
- Old Order Amish
- Old German Baptist Brethren
- Old Order Mennonieten
- Conservatieve Mennonieten